# Taxi en Espagne

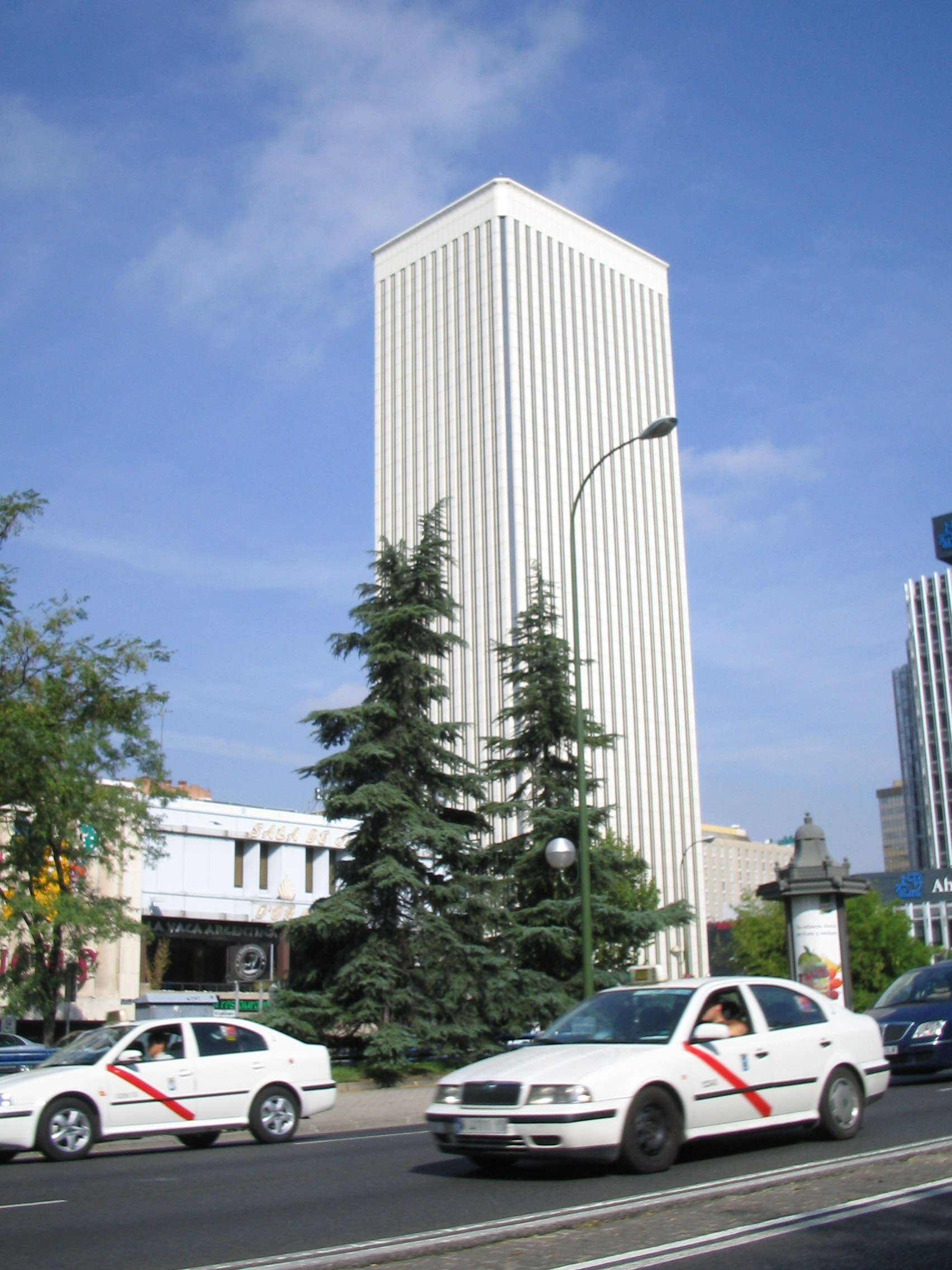
Taxis à Madrid

En Espagne, les taxis sont des véhicules de transport public. Leur couleur est uniforme et fixée par la mairie dont ils dépendent. Ils doivent également porter le blason et le nom de la mairie dont ils dépendent. La tarification des taxis espagnols se fait avec un compteur et les tarifs sont fixés par les mairies.

## Taxis par ville

### Madrid
Il y a 15 646 taxis dans la ville de Madrid et les 27 municipalités qui en compose l'aire urbaine. Les taxis madrilènes sont de couleur blanche et barrés d'une diagonale rouge surmonté du blason de la ville sur les portières avant. Les tarifs sont indiqués sur la lunette arrière du véhicule.
Seuls les véhicules homologués par la mairie peuvent être utilisés comme taxi.

### Barcelone

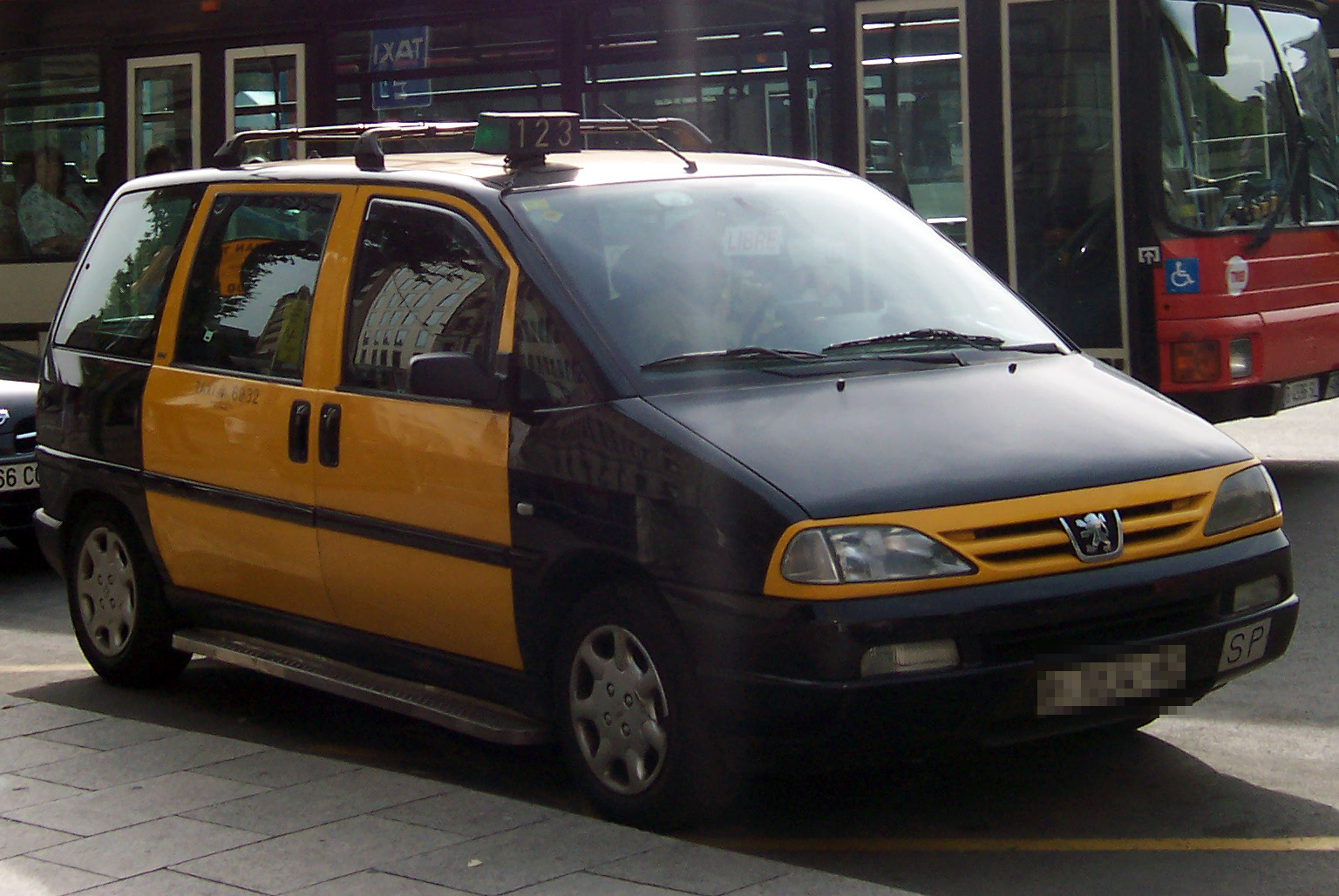
Taxi à Barcelone

Dans la ville de Barcelone, il y a 10 332 taxis qui sont de couleur jaune et noire. Les véhicules utilisés comme taxi sont des berlines allant du milieu jusqu'au haut de gamme.

### Valence
Les taxis de la ville de Valence sont  de couleur blanche, portent le blason du Generalitat Valenciana et la mention Área de València sur les portes avant. Sur le toit, un dispositif lumineux indique si le taxi est libre ou non.

### Saragosse
La ville de Saragosse compte 1 717 taxis. Ils sont de couleur blanche avec le blason de Saragosse ainsi que celui de la province de l'Aragon sur la porte du conducteur.

### Almería
Les taxis d'Almería sont de couleur blanche avec les portes avant barrées d'une diagonale de couleur rouge et frappées du blason de la ville d'Almería. Sur le toit, un dispositif lumineux indique si le taxi est libre ou non.

### Palencia
Les taxis d'Palencia sont de couleur blanche avec une bande de couleur pourpre avec le blason de Palencia.